# Смирнов, Павел Александрович (шахматист)
Павел Александрович Смирнов (род. 27 апреля 1982, Междуреченск, Кемеровская область) — российский шахматист, гроссмейстер (2003).
Разделил 2-5 места в 55-м чемпионате России по шахматам (2002). Трёхкратный победитель клубных чемпионатов России (2004, 2005, 2007) в составе команды «Томск-400», также бронзовый призёр чемпионата 2006 года. Двукратный победитель Кубков европейских клубов (2005, 2006), бронзовый призёр (2007). На чемпионате мира ФИДЕ 2004 года уступил в 1/8 финала азербайджанцу Теймуру Раджабову. На Кубке мира 2005 года уступил в 1/64 финала соотечественнику Дмитрию Бочарову.
Участник четырёх личных чемпионатов Европы: 130-е место в 2001 году, 32-е место в 2003 году, 31-е место в 2005 году и 119-е место в 2007 году.

## Изменения рейтинга
| Графики недоступны из-за технических проблем. См. информацию на Фабрикаторе и на mediawiki.org. |